# Ommatius rubicundus
Ommatius rubicundus är en tvåvingeart som beskrevs av Wulp 1872. Ommatius rubicundus ingår i släktet Ommatius och familjen rovflugor. Inga underarter finns listade i Catalogue of Life.